# Pedicularis rubens
Pedicularis rubens är en snyltrotsväxtart som beskrevs av Christian Friedrich Stephan och Carl Ludwig von Willdenow. Pedicularis rubens ingår i släktet spiror, och familjen snyltrotsväxter. Inga underarter finns listade i Catalogue of Life.